# Bolsominion

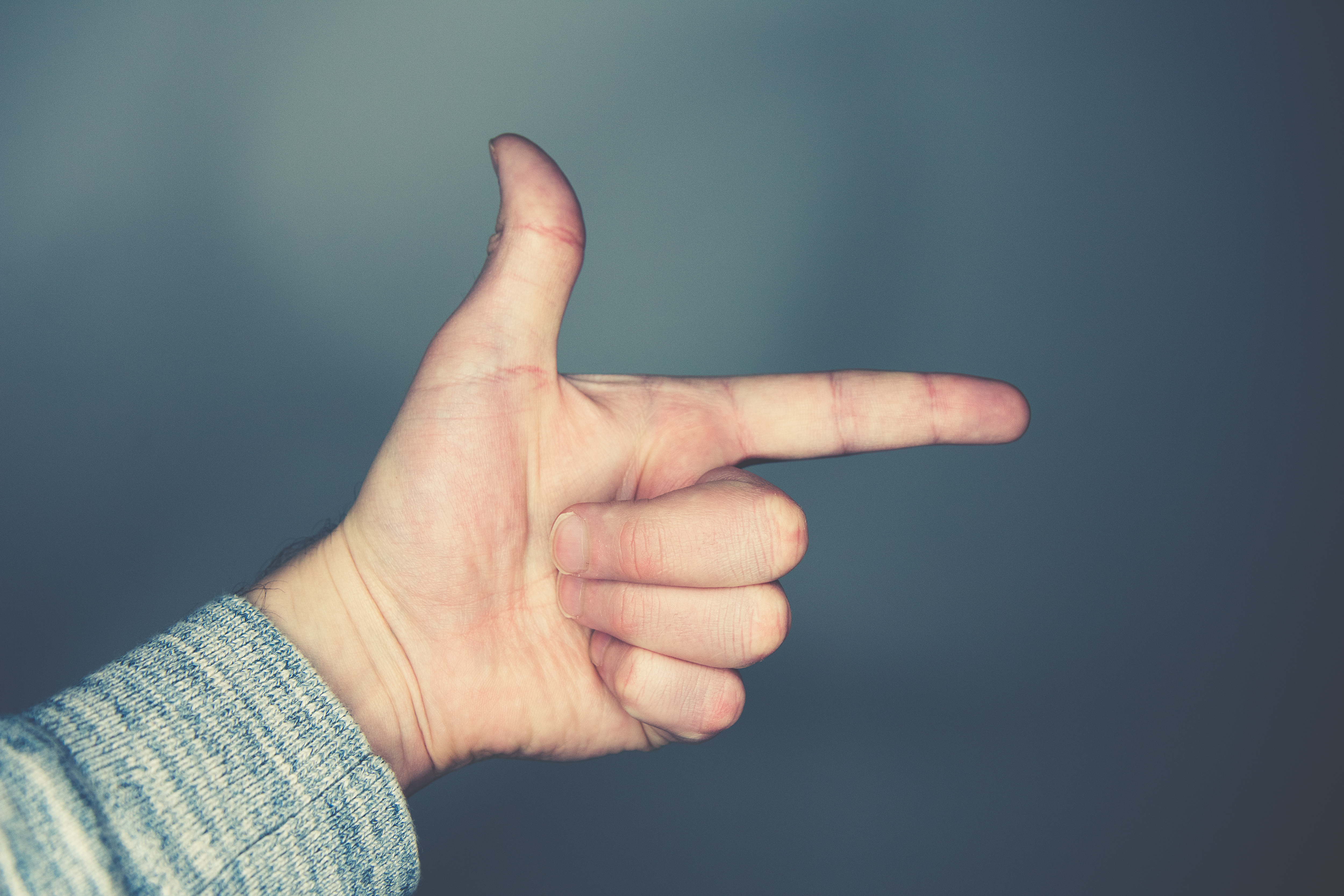
Uno de los signos de los partidarios de Jair Bolsonaro es la mano que imita un arma de fuego. El gesto fue muy popularizado por Jair Bolsonaro durante su campaña electoral en 2018.

Bolsominion (del francés mignon) es un término peyorativo usado por los opositores del ex presidente de Brasil Jair Bolsonaro para referirse a un segmento de sus seguidores o bolsonaristas. La palabra es una combinación formada a partir del hipocorístico «Bolso» (sobrenombre del expresidente de Brasil), y del término inglés minion, definido como «siervo, lacayo». El término empezó a popularizarse en los medios de comunicación conforme crecía el apoyo a Bolsonaro durante su campaña electoral.

## Características
En general, el término hace referencia a las personas partidarias de Jair Bolsonaro. Estas apoyan los valores tradicionales y, en general, se muestran antagónicos a las pautas consideradas progresistas.
El término evidencia su connotación como un estereotipo social cargado de ethos negativo. Los integrantes del grupo consideran que los medios de comunicación en general, incluyendo la TV Globo, tienen un sesgo izquierdista y que tramaban un complot para derrocar a Bolsonaro. El término goza de amplia utilización en el escenario político-social brasileño y es mencionado con frecuencia por representantes políticos de diferentes espectros ideológicos. En 2019, el diputado federal Carlos Bolsonaro organizó una fiesta temática alusiva al término.

### COVID-19
Los bolsominion creen que China creó el virus y/o ocultó información sobre la propagación del COVID-19 para destruir la economía capitalista. En cuanto a la atención médica de la enfermedad, creen que los exdeportistas y los jóvenes son inmunes a la enfermedad, apoyan el tratamiento con cloroquina, remedios naturales, infiltración rectal de ozono y están en contra de cualquier tipo de vacuna, especialmente las fabricadas en China. Difundieron la advertencia realizada por Bolsonaro de que los efectos secundarios peligrosos de la vacuna incluyen el crecimiento del vello facial en las mujeres y el desarrollo de características de cocodrilo en las personas vacunadas.